# Myles Kennedy
Myles Richard Kennedy, rodným jménem Myles Richard Bass (* 27. listopadu 1969) je americký rockový zpěvák, kytarista a hudebník.
V současnosti je nejvíce známý jako zpěvák americké kapely Alter Bridge a jako zpěvák a frontman Slash ft. Myles Kennedy and The Conspirators. V minulosti prošel kapelami The Mayfield Four (zpěv, sólová kytara), Citizen Swing (zpěv, sólová kytara) a Cosmic Dust (kytara).
Mimo Slashe (Guns N' Roses), na jehož sólovém albu se podílel nazpíváním a otextováním dvou písní, spolupracoval s mnoha umělci – mj. Sevendust, Fozzy a také s bývalými členy Led Zeppelin.
Přestože trpí poruchou sluchu (tinnitus), tvrdí, že profesi zpěváka lze zvládnout i přes určitou výši ztráty sluchu, pokud se daří udržet nemoc v jistých mezích. Mnoha hudebníky, včetně Slashe, je Myles Kennedy považován za jednoho z nejlepších rockových zpěváků současnosti.

## Hudební kariéra

### Raná léta 1989–1993
Vyrůstal na farmě ve Spokane, Washington, kam se přistěhoval jako malý chlapec ze severního Idaha. Na střední školu v severní části Spokane chodil se svými budoucími spoluhráči z kapely The Mayfield Four (Marty Meisner, Zia Uddin a Craig Johnson). Po ukončení střední školy absolvoval studijní program na Spokane Falls Community College v oboru Komerční hudba/Jazz.
Svoji hudební kariéru zahájil v místní kapele Bittersweet. Brzy ale již hrál na kytaru pro jazz fusion seskupení s názvem Cosmic Dust. Jeho kytarová práce byla velmi pokročilá, vložil do ní svoje znalosti jazzové teorie a nemalou technickou dovednost. Spojil zvuk tradiční jazzové kytary s rockovým tónem. Krátce po vydání prvního alba Journey opustil kapelu její basista a byl nahrazen jiným, který se později připojil ke Kennedymu a spolu s dalšími založili skupinu Citizen Swing, ve které Myles našel uplatnění pro svoje autorské skladby.

### Citizen Swing: 1993–1996
Po jistém omezení v Cosmic Dust mohl konečně nejen hrát na kytaru, ale i zpívat a skládat pro Citizen Swing. Kapela odehrála svůj první koncert na počátku roku 1993 ve Spokane a jejich poslední koncert proběhl v červnu 1996. Vydali dvě alba - Cure Me With the Groove a Deep Down.
Od léta 1995 pak spolupracoval s několika dalšími muzikanty a po odchodu jednoho ze členů Citizen Swing kvůli rodinným i jiným zájmům nastal čas práci kapely ukončit.

### The Mayfield Four: 1996–2002
Od srpna 1996 se stal zpěvákem a sólovým kytaristou skupiny The Mayfield Four, rockové kapely, vytvořené s kamarády ze střední školy Zia Uddinem, Marty Maisnerem a Craigem Johnsonem (který hrál i v Citizen Swing).
The Mayfield Four si užívali hodně úspěchů jako předskokani kapel Creed, Fuel a mnoha dalších. Z nezveřejněných důvodů byl z kapely vyhozen v r. 1999 Craig Johnson a skupina pokračovala dál jako trio s výpomocí Alessandra Cortiniho na postu rytmická kytara, doprovodné vokály (aniž se stal oficiálním členem kapely), až do konce trvání skupiny.
Vydali jedno demo - Thirty Two Point Five Hours, jedno live EP - Motion a dvě studiová alba Fallout a Second Skin. Ačkoli byli populární, nepodařilo se jim prorazit mezi více úspěšné. Kapela se rozpadla v r. 2002.

### Alter Bridge: 2004–současnost
Po oficiálním rozpadu The Mayfield Four obdržel Myles nabídku, aby se zúčastnil konkursu na místo zpěváka kapely Velvet Revolver. Přestože se cítil polichocen, nabídku tehdy odmítl.
O dva roky později mu zavolal kytarista Mark Tremonti a zeptal se, zda se nechce přidat ke kapele, kterou dává dohromady, protože Creed se rozpadl díky osobním problémům zpěváka Scotta Stappa. Tremonti také oslovil ex Creed členy Scotta Phillipse (bicí) a Briana Marshalla (basa).
Nově vytvořená skupina Alter Bridge postupně vydala zatím tři alba: One Day Remains (2004), Blackbird (2007) a AB III (2010). Živé DVD s názvem Live from Amsterdam bylo vydáno v roce 2009, zatímco Blu-ray a CD/DVD Deluxe verze, které obsahují dokumentární část se záběry ze zákulisí a také akustický cover písně Hallelujah, vyšly v Evropě 17. ledna 2011 a v USA a Kanadě 11. ledna 2011.

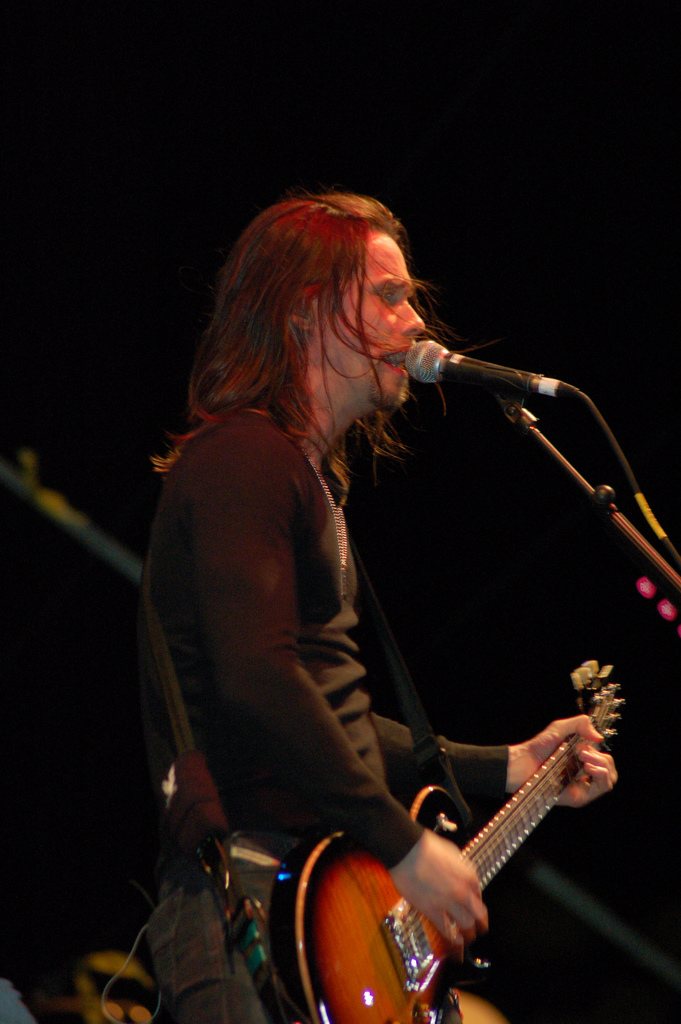
Myles Kennedy Live San Antonio

Přestože se připojil ke kapele především jako zpěvák, začal Kennedy hrát i rytmickou kytaru při turné k albu One Day Remains. Stále hraje na této pozici, ale postupně převzal některé sólové party ve více písních při práci na dalším albu včetně sóla v titulní písni „Blackbird“, stejně jako v písních "Isolation", "Slip To The Void" a "Show Me A Sign" na albu AB III. Sólový kytarista Mark Tremonti mnohokrát vyzdvihl Mylesovu kytarovou zručnost - nazval jej kytaristou světové třídy a jeho styl pravou kvalitou. V interview pro Ultimate-Guitar.com Tremonti uvádí, že AB III dává jen náznakem tušit, jak moc je Kennedy ve skutečnosti dobrý.

### Sólová kariéra: 2009–současnost
Kennedy potvrdil v interview, že pracuje na sólovém projektu souběžně s ostatními svými závazky. Uvedl, že materiál na album by se dal nazvat co se zvuku týká „snovým“ a říkal, že se záměrně snaží, aby deska nebyla agresivní - takový materiál uchovává pro Alter Bridge - a dodal „Je to spíše na bázi zpěvák / autor. A mohu říci, že to vypadá zajímavě.“ Později prozradil, že má na desku na výběr kolem 35 písní a že na nich pracoval během roku 2009. Během té doby došlo k obnovení kapely Creed, ve které působili a působí jeho kolegové z Alter Bridge, a vyjeli na turné k podpoře nového alba „Full Circle“.
Kennedy odehrál v roce 2009 několik samostatných koncertů, jedním z nich byla charitativní show na Bofestu, na kterém byl jako jeden z hlavních aktérů. Zde představil směs Alter Bridge a The Mayfield Four písní včetně čtyř coverů. Neuvedl žádnou z písní pro sólovou desku, ale prozradil, že se toto album má nahrávat ve Vancouveru. Doufal, že by mělo být dokončeno na začátku roku 2010, nejprve v digitální podobě a poté na CD. V lednu 2010 annoncoval tři názvy písní ze svého alba: "The Light of Day" "Complicated Man" a "The Bar Fly".
Slash 1. února 2010 uvedl na svém Facebooku, že se bude podílet na Kennedyho sólové desce. Také oznamuje, že Myles Kennedy bude zpěvákem Slash tour 2010/2011 k jeho sólovému albu Slash.
19. dubna 2010 Kennedy řekl, že vydání jeho sólového alba bude pozdrženo, pravděpodobně až do roku 2012, a to vzhledem ke spoustě práce s Alter Bridge a se Slashem.

### Slash 2009–současnost
Kennedy se jako jediný z interpretů objevuje na prvním Slashově sólovém albu ve dvou písních - "Back from Cali" a "Starlight". Během světového "We´re All Gonna Die World Tour" 2010–2011 k tomuto albu zpíval Myles písně z repertoáru Guns N' Roses, Slash's Snakepit, Velvet Revolver a Led Zeppelin, stejně jako písně ze Slashovy nové desky a také jeden song z repertoáru svojí mateřské kapely Alter Bridge „Rise Today“. Během turné se také změnil název koncertů ze „Slash“ na "Slash featuring Myles Kennedy". Celkem se uskutečnilo 141 koncertů v 37 zemích světa.

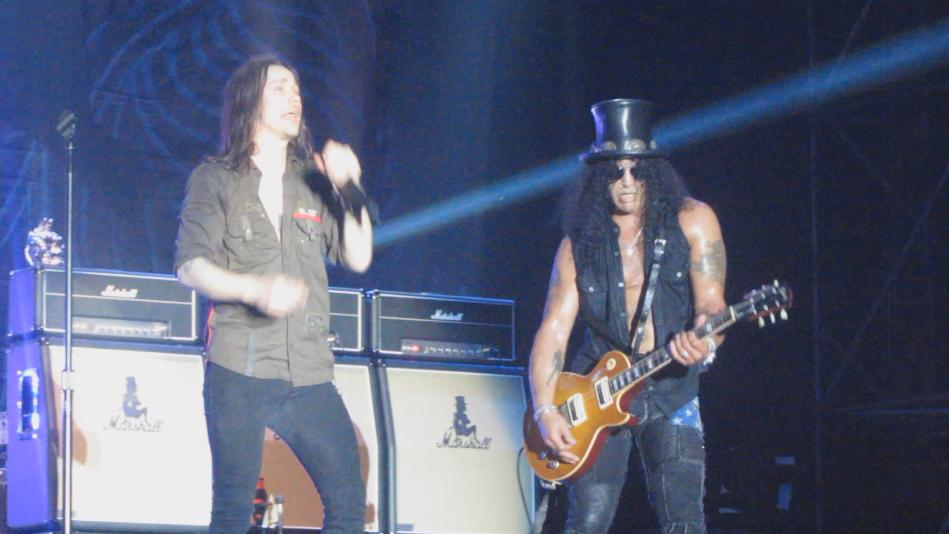
Slash a Myles Kennedy 2011

V červnu 2010 bylo oznámeno, že bude pořízen záznam show v Manchester Academy v Anglii v červenci a bezprostředně po skončení koncertu bude možno si nahraný koncert zakoupit na CD. Bylo vydáno 1200 kusů alba, 350 se jich prodalo na místě a zbytek byl rozeslán zájemcům, kteří si jej zamluvili předem na internetu. Během turné byl live záznam pořízen stejným způsobem několikrát (během jeho australské části). Dále vznikla nahrávka několika písní v akustické verzi.
Během Sunset Strip Music Festivalu 2010 v Los Angeles Slash v interview zmínil, že bude s Kennedym spolupracovat i v budoucnu, na svém příštím albu. Během první části "We´re All Gonna Die" tour 2011 (US, Australia, Asia & South America leg) Slash i Myles potvrdili, že na albu pracují. V současné době je nahrávání v plném proudu a prozatím jsou hotovy čtyři songy. Album by mělo spatřit světlo světa v březnu / dubnu r. 2012.
15. 12. 2011 vyšlo DVD a dvojCD "Made in Stoke 24/7/11". Jedná se o záznam koncertu, kde Myles zpívá - mimo jediné písně v podání Todda Kernse (Dr Alibi) a dvou orchestrálek (Watch This, Gotfather Solo) - 18 songů ve fantastické formě a které dokumentuje a završuje celé dva roky spolupráce všech zúčastněných.

### Led Zeppelin fáma
Podle frontmana kapely Twisted Sister Dee Snidera byl Kennedy koncem roku 2008 vybrán jako zpěvák na turné s Led Zeppelin (v rámci jejich obnovení). Tuto pověst však vyvrací sám Kennedy. V jednom z interview potvrdil, že skutečně jamoval s Jimmy Pagem, Johnem Paulem Jonesem a Jasonem Bonhamem, ovšem zároveň popřel fámy, že by měl s kapelou vystupovat. Uvedl: “Nejsem zpěvákem Led Zeppelin ani žádné odnože, z Led Zeppelin vycházející, ale byla to pro mne skvělá příležitost a něco, za co jsem velmi vděčný".

### Ostatní spolupráce
Mimo spolupráce se Slashem a bývalými členy Led Zeppelin se Kennedy objevil jako hostující zpěvák v songu "Nameless Faceless" na albu All That Remains (2005) skupiny Fozzy. Doprovodné vokály si zazpíval i s kapelou Sevendust v písni „Sorrow“ na jejich albu Chapter VII: Hope & Sorrow (2008). Objevuje se také v instruktážním kytarovém DVD Marka Tremontiho The Sound & the Story (2008) kde přispívá i svou ukázkou kytarových lekcí - sám se svého času živil jako učitel hry na kytaru. Další hostování proběhlo v písních kapel Big Wreck a Five Foot Thick a je i bývalým tour kytaristou death/thrash metalové kapely Sadus. Nejnověji se Kennedy podílel na albu vydaném k poctě Tommymu Bolinovi (2011).

## Herecká kariéra
V roce 2001 si zahrál Kennedy malou roli glam metalového nadšence Thora ve filmu Rock Star. Zajímavostí je, že byl jediným hercem, jehož pěvecký part byl ve filmu skutečně použit. Společně s ostatními členy Alter Bridge se také objevil v kratičkém backstage segmentu epizody Světové wrestlingové série WWE Raw, kde se objevil v zákulisí s WWE Superstar Edge. Herectví však nepatří mezi jeho zájmy.

## Vlivy
Myles Kennedy je ovlivněn celou řadou umělců jako např. Darren Stewart, Led Zeppelin, Soundgarden, Alice in Chains, Robert Johnson, AC/DC, Metallica, Guns N' Roses, U2, Lamb of God, Jeff Buckley, The Beatles, Marvin Gaye, a Stevie Wonder. 

Jako svoji Top 5 v albech uvádí Appetite for Destruction od Guns N' Roses (toto album označil za nejlepší rockovou desku všech dob), Led Zeppelin IV, Highway to Hell od AC/DC, What´s Going On od Marvina Gaye a Grace od Jeffa Buckleyho. Nicméně se v jednom interview zmínil, že mezi jeho Top 5 by pravděpodobně zařadil i Kind of Blue Milese Davise. K dalším Kennedym vysoce ceněným albům patří Transatlanticism / Death Cab for Cutie, Dirt Floor / Chris Whitley, Crack the Skye / Mastodon, a dokonce i The Fame od Lady Gaga.

## Osobní život
Myles Kennedy je ženatý a žije v USA, ve Spokane, ve státě Washington se svojí manželkou Selenou.

## Diskografie

### Album s Cosmic Dust
- Journey 1991

### Alba s Citizen Swing
- Cure Me With The Groove 1993
- Deep Down 1995

### Alba sThe Mayfield Four
- Thirty Two Point Five Hours 1996 - demo
- Motion 1997 - live EP
- Fallout 1998
- Second Skin 2001

### Alba a DVD sAlter Bridge
- One Day Remains 2004
- Blackbird 2007
- DVD Live from Amsterdam 2009
- AB III 2010
- Fortress (2013)
- The Last Hero (2016)
- Walk the Sky (2019)

### Alba a DVD seSlash
- Made in Stoke 24/7/11 2011
- Apocalyptic Love 2012
- World on Fire (2014)
- Living the Dream (2018)
- 4 (2022)

### Sólové album
- Year of the Tiger (2018)
- The Ides of March (2021)
- The Art of Letting Go (2024)

### Ostatní (hostování)
- Mulligan - "Striped Suit: Lo-Fi" 2001 - písně "Faron" a "Make It Three" - sólová kytara
- Bick Wreck - "The Pleasure and the Greed" 2001 - píseň "Breakthrough" - doprovodný zpěv
- Five Foot Thick - "Blood Puddle" 2003 - píseň "Ducked Out" - doprovodný zpěv
- Fozzy - "All That Remains" 2005 - píseň "Nameless Faceless" - zpěv
- Sevendust - "Chapter VII: Hope & Sorrow" 2008 - píseň "Sorrow" - zpěv
- Slash - "Slash" 2010 - písně "Starlight" a "Back From Cali" - zpěv a autor textů

na Deluxe edition akustické písně - cover "Sweet Child O´Mine" a "Back From Cali" - zpěv a doprovodná kytara